# نوجيدو سانتا فيتوريا
نوجيدو سانتا فيتوريا ، (بالإنجليزية: Nughedu Santa Vittoria)‏، (سردينيا: Nughèdu)، هي بلدية في مقاطعة أوريستانو، في إقليم سردينيا الإيطالي، وتقع على بعد حوالي 100 كيلومتر (62 ميل) إلى الشمال من كالياري، وحوالي 40 كم (25 ميل) شمال شرق أوريستانو.

## السكان
في سنة 1861 بلغ عدد السكان 506 نسمة، وتطور العدد ليصل في سنة 2011 لـ 508 نسمة.
يظهر هذا المخطط البياني تطور النمو السكاني لـ نوجيدو سانتا فيتوريا